# 自由加沙运动
自由加沙运动是一个由人权活动家和亲巴勒斯坦团体组成的联盟，其成立的目的是打破以色列对加沙地带的封锁。 自由加沙运动的支持者還會開著人道主義援助船隻冒險前往加薩地帶。戴斯蒙·屠圖以及诺姆·乔姆斯基等人都是該組織的支持者。
自由加沙运动由美國加利福尼亞州活动人士玛丽·休斯-汤普森（Mary Hughes-Thompson）、格蕾塔·柏林（Greta Berlin）和保罗·拉鲁迪（Paul Larudee）于2006年创立。这三名活动人士此前都曾幫助巴勒斯坦並被以色列拘留或驱逐出境。